# Ernst-Ludwig Loewel
Ernst-Ludwig Loewel (* 8. November 1906 in St. Johann (Saar); † 6. April 1997 in Bremervörde) war ein deutscher Obstzüchter im Alten Land.

## Leben
Loewel besuchte ein Realgymnasium in Berlin. Als er nach dem Abitur drei Semester an der Landwirtschaftlichen Hochschule Poppelsdorf studierte, war er im Corps Hansea Bonn aktiv. Als Inaktiver wechselte er an die Landwirtschaftliche Hochschule Berlin, an der er das Studium 1929 mit dem Diplom abschloss. Am 1. August 1929 übernahm er die Geschäftsleitung des von 80 Obstbauern gegründeten Obstbauversuchsrings des Alten Landes. 1932 wurde er von der Landwirtschaftlichen Hochschule Berlin zum Dr. agr. promoviert. Der Pomologie verbunden, erreichte er 1935 die Einrichtung der Obstbauversuchsanstalt Jork als Anstalt der Landwirtschaftskammer Hannover. Beide Einrichtungen – den Ring und die Anstalt – leitete er in Personalunion. Zu zahlreichen angepachteten Versuchsfeldern kam 1941 ein 55 ha großer Hof auf der Geest bei Buxtehude. Seinem Corps blieb er auch während der Suspension in der Zeit des Nationalsozialismus treu. Er engagierte sich für die Rekonstituierung 1953. Zum Wintersemester 1954/55 erteilte ihm die Mathematisch-Naturwissenschaftliche Fakultät der Universität Hamburg einen Lehrauftrag innerhalb der Angewandten Botanik. Im Wechsel von Obstbau I und Obstbau II kam er ihm mit großer Freude bis 1984 nach. Die Universität Hamburg ernannte ihn 1955 zum Honorarprofessor und 1969 zum Professor für Obstbau und angewandte Botanik. In den 1950er Jahren erhielt er Rufe von zwei Technischen Hochschulen (Hannover, Berlin) auf Obstbau-Lehrstühle. Beide lehnte er ab. Er konnte sein noch unvollendete Lebensaufgabe nicht abgeben und die „Olland-Bauern“ im Stich lassen. Zu seinem anfänglichen Schwerpunkt, der Schädlingsbekämpfung, kamen Pflanzenernährung und Düngung, Schnitt, Sorten- und Unterlagenauswahl, Neuzüchtung, Obstlagerung und Obstvermarktung hinzu. Die Apfelsorten Gloster und Jamba und die Kirschensorten Erika, Bianca, Oktavia und Regina waren Jorker Zuchterfolge.
Spätestens zur Pensionierung schenktem ihm die Altländer Obstbauern Land in Osten (Oste). Dort baute er Obst an. In Hemmoor baute er sich ein Haus, in dem er bis an sein Lebensende lebte. Im letzten Berufsjahr überstand Loewel einen Herzinfarkt. Aus dem Amt in Moorende/Jork schied er 1971 aus. Sein Nachfolger Karl-Heinz Tiemann war Doktorand bei ihm gewesen. Nach mehreren Erholungsjahren nahm Loewel seine Vorlesungen wieder auf. Obendrein übernahm er die Federführung der Herausgabe der Monatszeitschrift Erwerbsobstbau. Auch Schlaganfälle minderten nicht sein Interesse an Obstbau, Politik und Geschichte.

## Werke
- Die Obstbaumspritzung unter Berücksichtigung der Verbesserung des Gesundheitszustandes des Baumes und der Qualität der Früchte. Eugen Ulmer, Stuttgart 1937.
- mit Siegfried Labus: Deutsche Äpfel, die Handelssorten. Norddeutschland und Niederelbe. Ein Bildwerk. Niemann & Moschinski, Hamburg 1941; Neuauflage 2005 (Förderverein des Freilichtmuseums am Kiekeberg). ISBN 978-3-935096-15-7.
- mit Walter Quast: Die Apfelsorten, mit den dazugehörigen Baumformen, Unterlagen und Stammbildnern, die im deutschen Obstbau künftig bevorzugt zur Anpflanzung kommen sollen. Frankfurt (Oder) 1944.
- mit H. G. Blank: Hinweise für die Ernte und Lagerung unserer wichtigsten Apfel- und Birnensorten 1965/66. Becker, Uelzen 1965.
- Erdbeeren – neue Ergebnisse der Forschung. Parey, Berlin Hamburg 1979.